# 1985 en chimie
Cet article présente les faits marquants de l'année 1985 en chimie.

## Évènements
- 17ème Olympiades Internationales de Chimie, organisées à Bratislava en tchécoslovaquie du 1er juillet au 8 juillet[1].
- 1er-10 septembre : Harold Kroto, Robert Curl et Richard Smalley découvrent les fullerènes, une large classe de molécules carbonés ressemblant aux dômes géodésiques de l'architecte Richard Buckminster Fuller[2].
- 20 décembre : publication de la technique de PCR[3], Cetus Corporation, Californie.
- Marianne Grunberg-Manago (1921–) devient la première femme à diriger l'Union internationale de biochimie, jusqu'en 1988[4].
- Conrad J. Kowalski propose l'homologation d'ester de Kowalski[5] comme alternative plus sûre à la réaction d'Arndt-Eistert.

## Prix
- Prix Nobel de chimie : Herbert Aaron Hauptman et Jerome Karle pour leurs réalisations remarquables dans la mise au point de méthodes directes de détermination des structures cristallines[6].
- Prix Wolf de chimie : Rudolph Marcus « pour ses contributions à la cinétique chimique, et spécialement les théories de réactions unimoléculaires et les réactions par transfert d'électrons »[7].
- Prix Procter & Gamble : Stig E. Friberg[8]
- Prix Anselme-Payen : Orlando Battista[9]
- Médaille Garvan-Olin : Catherine Clarke Fenselau[10]
- Prix Ernest-Guenther : David E. Cane[11]
- ACS Award in Pure Chemistry : Ben S. Freiser[12]
- Prix Irving-Langmuir : Richard N. Zare[13]
- Médaille Priestley : Henry Taube[14],[15]
- Médaille Davy : Jack Lewis pour ses travaux remarquables sur la structure et la réactivité des composés d'agrégats métalliques, notamment ses travaux pionniers sur les dérivés carbido et hydrido, et les molécules organiques pi-donatrices[16],[17].

- Grand prix Pierre-Süe : M. Herold[18]
- Grand prix Achille-Le-Bel : Robert Corriu[19]
- Claude S. Hudson Award in Carbohydrate Chemistry : Hans Paulsen[20]
- Médaille William-H.-Nichols : Jerome A. Berson[21]

## Décès
- 22 avril : Paul Hugh Emmett (né en 1900), ingénieur chimiste américain.
- 7 septembre : Rodney Robert Porter (né en 1917), biochimiste anglais, prix Nobel de physiologie ou médecine en 1972.
- 9 septembre : Paul J. Flory (né en 1910), chimiste américain, prix Nobel de chimie en 1974.
- 31 décembre : Léon Lortie (né en 1902), historien et chimiste québécois.